# Hannah J. Bailey
Hannah J. Bailey (5 de julio de 1839 - 23 de octubre de 1923) fue una defensora cuáquera estadounidense, de la paz, la templanza y el sufragio femenino.

## Primeros años
Hannah Clark Johnston nació en Cornwall (Nueva York), en el Valle del Hudson, hija de David Johnston y Letitia Clark Johnston. Sus padres eran cuáqueros; su padre era curtidor y granjero. Era la mayor de once hijos. Aunque eran cuáqueros, dos de sus hermanos menores lucharon en la Guerra Civil Americana, y uno murió, consolidando para Hannah Johnston un compromiso con la paz.

## Carrera
Bailey enseñó en la escuela de Plattekill (Nueva York), de 1858 a 1867. Dirigió los negocios de su difunto marido, una fábrica de telas de aceite y una tienda de alfombras, desde 1882 hasta 1889 y 1891 respectivamente.
En 1883, se unió a la Unión Cristiana de Mujeres por la Templanza (WCTU), y trabajó con Lillian M. N. Stevens para establecer un reformatorio para mujeres en Maine. Representó a Maine en la Conferencia Nacional de Caridades y Corrección. En 1887 se convirtió en directora del nuevo Departamento de Paz y Arbitraje de la WCTU, y a través de la organización trabajó para oponerse a la guerra y la violencia en todas sus formas, incluyendo la pena de muerte, los linchamientos, las luchas de boxeo profesional, el reclutamiento militar, incluso los soldados de juguete y los ejercicios militares en las escuelas. En 1898 fue elegida presidenta de la Asociación Editora de la Templanza de la Mujer, sucediendo a Matilda Carse. Fue editora y editora de dos publicaciones sobre la paz de la Unión Mundial de Comercio, Pacific Banner y Acorn (destinadas a los jóvenes lectores), desde su casa en Winthrop, Maine. Se retiró de sus puestos en la UMC en 1916, cuando comenzó la Primera Guerra Mundial y la UMC apoyó la participación estadounidense.

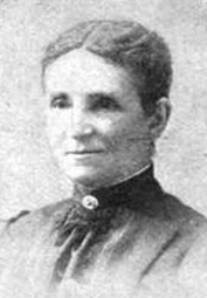
Hannah J. Bailey (1895).

De 1891 a 1897 fue presidenta de la Asociación de Sufragio de la Mujer de Maine y de 1895 a 1899 fue tesorera del Consejo Nacional de la Mujer. En 1915 se unió al Partido de Mujeres por la Paz, y fue miembro de la Liga Internacional de Mujeres por la Paz y la Libertad al final de su vida.
Bailey escribió una biografía de su difunto marido, Reminiscences of a Christian Life (1885).

## Vida personal
Hannah Clark Johnson se casó con Moses Bailey en 1868, como su segunda esposa. Tuvieron un hijo, Moses Melvin Bailey, nacido en 1869. Hannah quedó viuda cuando su marido murió en 1882, después de una larga enfermedad. Murió en Portland (Maine) en 1923, a la edad de 84 años. Sus papeles están archivados en las Colecciones de Paz del Swarthmore College.